# Bergkaktussläktet
Bergkaktussläktet (Oreocereus) är ett suckulent växtsläkte inom familjen kaktusar. Till detta släkte räknas sju arter hemmahörande i Bolivia, Peru, norra Chile och norra Argentina. 
Arter inom bergkaktussläktet bildar busklika plantor som förgrenar sig sparsamt från basen, 2-3 meter och bildar endast sällan trädlika exemplar. Stammarna är vanligen upprätta eller överhägande, sällan krypande. Ribborna har inskärningar mellan areolerna, eller är knöliga. Areolerna bär oftast långa hår och kraftiga taggar. Blommorna pollineras av kolibrier och kommer fram nära toppen på mogna plantor, de är rör- eller trattlika och öppna på dagen. Blompipen är hårig. Frukten kan vara torr, ihålig eller köttig, den öppnar sig vid basen.
Cereus kommer från grekiskan och betyder vaxljus. Dessa kaktusar liknar vaxljus.[källa behövs]

## Odling
Arter inom bergkaktussläktet trivs inte på fönsterbrädan. En möjlighet att odla dessa kaktusar är i ett växthus där det går att upprätthålla en temperatur just över 0°C nattetid, men åtminstone 10-12°C dagtid under vintern. Sommaren kan bergkaktusar tillbringa utomhus. Starkt solsken och stora skillnader i temperatur mellan dag och natt är det optimala vädret för dessa håriga växter. Förutsatt att de inte får för mycket regn, då dessa aldrig vill bli genomblöta.